# Episodi de Die Camper (quarta stagione)
La quarta stagione della serie televisiva Die Camper è stata trasmessa in anteprima in Germania da RTL Television tra il 5 gennaio 2001 e il 30 marzo 2001.
| nº | Titolo originale     | Titolo italiano | Prima TV Germania | Prima TV Italia |
| -- | -------------------- | --------------- | ----------------- | --------------- |
| 1  | Manndeckung          | inedito         | 5 gennaio 2001    | inedito         |
| 2  | Der Test             | inedito         | 12 gennaio 2001   | inedito         |
| 3  | Benno allein zu Haus | inedito         | 19 gennaio 2001   | inedito         |
| 4  | Der Pornofilm        | inedito         | 26 gennaio 2001   | inedito         |
| 5  | Der Nichtschwimmer   | inedito         | 2 febbraio 2001   | inedito         |
| 6  | Heisse Öfen          | inedito         | 9 febbraio 2001   | inedito         |
| 7  | Herr und Hund        | inedito         | 16 febbraio 2001  | inedito         |
| 8  | Der Neue             | inedito         | 23 febbraio 2001  | inedito         |
| 9  | Der Landvogt         | inedito         | 2 marzo 2001      | inedito         |
| 10 | Sturmfreie Bude      | inedito         | 9 marzo 2001      | inedito         |
| 11 | Die Wiege            | inedito         | 16 marzo 2001     | inedito         |
| 12 | Die Videokamera      | inedito         | 23 marzo 2001     | inedito         |
| 13 | Der Polterabend      | inedito         | 30 marzo 2001     | inedito         |